# 第9代総選挙 (大韓民国)
第9代総選挙（だい9だいそうせんきょ）は、第四共和国時代における大韓民国国会の国会議員を選出するために1973年2月27日に行なわれた総選挙である。韓国では総選挙の回数は「第○回」ではなく「第○代」と数える。また名称も「総選挙」（총선거）ではなく、「総選」（총선）と表記するのが一般的である。

## 経緯
朴正熙大統領の与党である民主共和党は1971年の第8代総選挙で過半数は維持したものの、第7代総選挙時と比べ議席を大幅に減らし、反対に野党の新民党が躍進し議席が4割を超えたことで憲法改正を与党単独で行なうことは不可能になり、3選改憲に引き続いて朴大統領が政権を維持する道が封じられることとなった。その一方で、アメリカと中国、アメリカとソ連のデタントで、東西の冷戦が緩和される中、南北朝鮮でも対話の雰囲気が生まれ、幾多の秘密会談を経て、1972年7月4日に南北共同声明が発表された。その直後の10月17日｢祖国の平和統一のための体制を整えるため｣との趣旨の｢特別宣言｣を発表し、全国に非常戒厳令を宣布し、国会の解散、政党の政治活動停止、非常国務会議設置などの特別措置がとられた（10月維新）。そして、10月27日に｢祖国の平和統一を志向する憲法改正案｣（維新憲法）を公布、改正草案に対する賛否を問う運動が禁止される中、立会人無しの国民投票（11月21日）にかけられ、9割以上の圧倒的｢賛成｣で可決され「維新憲法」が確定した。
維新憲法により、大統領の直接選挙制は廃止され、新設された統一主体国民会議の代議員が選出する間接制に改められ、大統領の重任制限も撤廃された。国民の基本的人権も制限され、国会についても、国政監査権が廃止され、第三共和国時代の小選挙区比例代表並立制から、国会の3分の1の議席を統一主体国民会議のリストから選出、残る3分の2を定数2名の中選挙区から国民が直接選出する方法に改められ、国会の地位が大きく低下させられた。12月23日に統一主体国民会議を構成する代議員による大統領選挙に唯一出馬した朴正熙が第8代大統領に当選。維新体制が発足し、翌年の73年2月27日に国会の中選挙区部分の選挙が行なわれることになった。

## 基礎データ
1972年12月30日に公布された新・国会議員選挙法に基づいて行われた。新しい選挙法の特徴は、①無所属候補者の出馬を容認、②中選挙区制度の採用、③選挙運動の公営化を徹底し候補者個人による選挙運動を一切禁止などである。また、政党法も改正（72年12月31日）され、政党要件が厳格化されたため、群小政党が一掃され、本選挙に参加した政党は民主共和党（共和党）と新民党、民主統一党（統一党）の3党のみとなった。
- 大統領：朴正熙（民主共和党）、1972年12月23日の統一主体国民会議で選出（統一主体国民会議の在籍議員2359名中2357名が朴正熙に投票）
- 改選数：219議席

選挙区選出：146議席
大統領推薦：73議席
- 議員任期

選挙区選出議員：6年
大統領推薦議員：3年
- 選挙制度：中選挙区単記投票制（一律定数2名で73選挙区）.無所属候補の出馬も容認
- 投票日：1973年2月27日

## 地域区選挙の結果
- 投票率：71.3％

選挙人数：15,690,130名
投票者数：11,196,484名
| 党派                     | 得票数     | 得票率 | 議席数 |
| ------------------------ | ---------- | ------ | ------ |
| 民主共和党（민주공화당） | 4,251,754  | 38.7   | 73     |
| 新民党（신민당）         | 3,577,300  | 32.5   | 52     |
| 民主統一党（민주통일당） | 1,114,204  | 10.1   | 2      |
| 無所属（무소속）         | 2,048,178  | 18.7   | 19     |
| 合計                     | 10,991,436 |        | 146    |

出所：(『アジア動向年報 1974年版』, p. 59 “参考資料1.第9代国会議員選挙開票結果(1)地域区開票結果、(3)党派別議席分布]”)。女性当選者12名（地域区2人、維新政友会10人）、女性議員比率5.5%
| 市・道       | 定数 | 党派   | 党派   | 党派   | 党派   |
| 市・道       | 定数 | 共和党 | 新民党 | 統一党 | 無所属 |
| 合計         | 146  | 73     | 52     | 2      | 19     |
| ------------ | ---- | ------ | ------ | ------ | ------ |
| ソウル特別市 | 16   | 7      | 8      | 0      | 1      |
| 釜山直轄市   | 8    | 4      | 4      | 0      | 0      |
| 京畿道       | 16   | 9      | 6      | 0      | 1      |
| 江原道       | 10   | 5      | 3      | 0      | 2      |
| 忠清北道     | 8    | 5      | 2      | 0      | 1      |
| 忠清南道     | 14   | 6      | 6      | 0      | 2      |
| 全羅北道     | 12   | 4      | 4      | 0      | 4      |
| 全羅南道     | 20   | 10     | 6      | 2      | 2      |
| 慶尚北道     | 22   | 12     | 5      | 0      | 5      |
| 慶尚南道     | 18   | 10     | 8      | 0      | 0      |
| 済州道       | 2    | 1      | 0      | 0      | 1      |

出所：(『アジア動向年報 1974年版』, p. 60 “参考資料1｢第9代国会議員選挙結果｣(2)地域区別議席獲得数”)
太字の数字はその地域で第一党になったことを示している。
選挙の結果、民主共和党（共和党）が第一党となり、これに統一主体国民会議から推薦された国会議員で構成された維新政友会（維政会）の73議席を加えて国会の3分の2を与党が占める結果となった。ちなみに共和党の候補は全員が当選し、8代総選挙では1議席に留まったソウル市でも、新民党に後1議席の差にまで詰め寄ることが出来た。また「高陽・金浦・江華」、「忠州・中原・堤川・丹陽」、「青松・盈徳・蔚珍」、「忠武・統営・巨済・固城」の4選挙区では共和党が2名擁立して2名とも当選を果たしている。

## 当選議員

### 選挙区
民主共和党   新民党   民主統一党   無所属 
| ソウル特別市 | 鐘路区・中区                           | 張基栄 | 鄭一亨 | 麻浦区・龍山区                 | 金元万 | 盧承煥 |
| ソウル特別市 | 城東区                                 | 閔丙岐 | 鄭雲甲 | 東大門区                       | 姜尚郁 | 宋元英 |
| ソウル特別市 | 城北区                                 | 高興門 | 丁来赫 | 西大門区                       | 金在光 | 呉有邦 |
| ソウル特別市 | 永登浦区甲                             | 金守漢 | 鄭熙燮 | 永登浦区乙                     | 朴漢相 | 姜秉奎 |
| 京畿道       | 仁川市                                 | 金殷夏 | 柳承源 | 水原市・華城郡                 | 李秉禧 | 金炯一 |
| 京畿道       | 驪州郡・広州郡・利川郡                 | 車智澈 | 呉世応 | 議政府市・楊州郡・坡州郡       | 朴命根 | 李珍鎔 |
| 京畿道       | 始興郡・富川郡・甕津郡                 | 李宅敦 | 呉学鎮 | 高陽郡・金浦郡・江華郡         | 金在春 | 金裕琸 |
| 京畿道       | 平沢郡・龍仁郡・安城郡                 | 柳致松 | 徐相潾 | 抱川郡・漣川郡・加平郡・楊平郡 | 金鎔采 | 千命基 |
| 江原道       | 春川市・春城郡・鉄原郡・華川郡・楊口郡 | 孫承徳 | 洪滄燮 | 原州市・原城郡・洪川郡・横城郡 | 朴永禄 | 金龍鎬 |
| 江原道       | 江陵市・溟州郡・三陟郡                 | 金孝栄 | 金命潤 | 束草市・襄陽郡・麟蹄郡・高城郡 | 丁一権 | 金寅起 |
| 江原道       | 寧越郡・平昌郡・旌善郡                 | 厳永達 | 張承台 |                                |        |        |
| 忠清北道     | 清州市・清原郡                         | 閔耭植 | 李敏雨 | 忠州市・中原郡・堤川郡・丹陽郡 | 李鍾根 | 李海元 |
| 忠清北道     | 報恩郡・沃川郡・永同郡                 | 陸寅修 | 李龍熙 | 鎮川郡・槐山郡・陰城郡         | 李忠煥 | 金元泰 |
| 忠清南道     | 大田市                                 | 金龍泰 | 林湖   | 天安市・天原郡・牙山郡         | 金鍾哲 | 黄明秀 |
| 忠清南道     | 大徳郡・錦山郡・燕岐郡                 | 柳珍山 | 金済源 | 論山郡・公州郡                 | 朴璨   | 李炳主 |
| 忠清南道     | 扶余郡・舒川郡・保寧郡                 | 金玉仙 | 金鍾翊 | 青陽郡・洪城郡・礼山郡         | 張栄淳 | 韓建洙 |
| 忠清南道     | 瑞山郡・唐津郡                         | 韓英洙 | 柳済然 |                                |        |        |
| 全羅北道     | 全州市・完州郡                         | 李哲承 | 柳琦諪 | 群山市・沃溝郡・裡里市・益山郡 | 蔡栄喆 | 金顕基 |
| 全羅北道     | 鎮安郡・茂朱郡・長水郡                 | 崔成石 | 金光洙 | 南原郡・任実郡・淳昌郡         | 孫周恒 | 梁海焌 |
| 全羅北道     | 井邑郡・金堤郡                         | 金鐸河 | 張坰淳 | 高敞郡・扶安郡                 | 李炳玉 | 陳懿鍾 |
| 全羅南道     | 光州市                                 | 金禄永 | 朴澈   | 木浦市・務安郡・新安郡         | 姜起千 | 金敬仁 |
| 全羅南道     | 麗水市・麗川郡・光陽郡                 | 朴炳涍 | 金尚栄 | 順天市・求礼郡・昇州郡         | 朴三喆 | 姜佶満 |
| 全羅南道     | 羅州郡・光山郡                         | 林忍采 | 金胤徳 | 潭陽郡・谷城郡・和順郡         | 文亨泰 | 高在清 |
| 全羅南道     | 高興郡・宝城郡                         | 申泂植 | 李重載 | 長興郡・康津郡・霊岩郡・莞島郡 | 吉典植 | 黄鎬東 |
| 全羅南道     | 海南郡・珍島郡                         | 任忠植 | 朴貴洙 | 霊光郡・咸平郡・長城郡         | 尹仁植 | 李震淵 |
| 慶尚北道     | 大邱市中区・西区・北区                 | 朴燦   | 韓柄寀 | 大邱市東区・南区               | 李孝祥 | 辛道煥 |
| 慶尚北道     | 浦項市・迎日郡・鬱陵郡・永川郡         | 鄭茂植 | 権五台 | 慶州市・月城郡・清道郡         | 朴淑鉉 | 李永杓 |
| 慶尚北道     | 金泉市・金陵郡・尚州郡                 | 金潤河 | 白南檍 | 安東市・安東郡・義城郡         | 金尚年 | 朴海充 |
| 慶尚北道     | 軍威郡・星州郡・善山郡・漆谷郡         | 申鉉碻 | 金昌煥 | 栄州郡・英陽郡・奉化郡         | 朴容万 | 権聖基 |
| 慶尚北道     | 達城郡・慶山郡・高霊郡                 | 朴浚圭 | 朴柱炫 | 青松郡・盈徳郡・蔚珍郡         | 文太俊 | 呉俊碩 |
| 慶尚北道     | 聞慶郡・醴泉郡                         | 蔡汶植 | 黄在洪 |                                |        |        |
| 釜山直轄市   | 中区・影島区                           | 金相鎮 | 申基碩 | 東区・西区                     | 金泳三 | 朴燦鍾 |
| 釜山直轄市   | 釜山鎮区                               | 鄭海永 | 金任植 | 東萊区                         | 楊燦宇 | 李基沢 |
| 慶尚南道     | 馬山市・鎮海市・昌原郡                 | 李道煥 | 黄珞周 | 蔚山市・蔚州郡・東萊郡         | 金元圭 | 崔炯佑 |
| 慶尚南道     | 晋州市・晋陽郡・三千浦市・泗川郡       | 崔世卿 | 鄭憲柱 | 忠武市・統営郡・巨済郡・固城郡 | 金周仁 | 崔載九 |
| 慶尚南道     | 宜寧郡・咸安郡・陜川郡                 | 李相澈 | 李尚信 | 密陽郡・昌寧郡                 | 朴一   | 成楽絃 |
| 慶尚南道     | 金海郡・梁山郡                         | 辛相佑 | 金永昞 | 南海郡・河東郡                 | 申東寛 | 文富植 |
| 慶尚南道     | 山清郡・咸陽郡・居昌郡                 | 鄭雨湜 | 金東英 |                                |        |        |
| 済州道       | 全道                                   | 洪炳喆 | 梁正圭 |                                |        |        |

#### 繰上当選
| 年   | 日付  | 選挙区         | 当選者 | 当選政党   | 欠員 | 欠員政党 | 欠員事由 |
| ---- | ----- | -------------- | ------ | ---------- | ---- | -------- | -------- |
| 1973 | 12.31 | 忠清南道大田市 | 朴炳培 | 民主統一党 | 林湖 | 無所属   | 当選無効 |

#### 補欠選挙
| 年   | 日付 | 選挙区             | 当選者 | 当選政党 | 欠員   | 欠員政党   | 欠員事由                   |
| ---- | ---- | ------------------ | ------ | -------- | ------ | ---------- | -------------------------- |
| 1977 | 6.10 | ソウル鐘路区・中区 | 呉制道 | 無所属   | 張基栄 | 民主共和党 | 死去                       |
| 1977 | 6.10 | ソウル鐘路区・中区 | 鄭大哲 | 無所属   | 鄭一亨 | 新民党     | 民主救国宣言事件により逮捕 |

### 統一主体国民会議選出議員

#### 前半期
任期は1973年3月12日 - 1976年3月11日。
| 維新政友会 | 葛奉根 | 姜文奉 | 康文用 | 高在珌 | 具範謨 | 具姙会 | 具泰会 | 権甲周 | 権逸   | 権孝燮 |
| 維新政友会 | 金基衡 | 金東旭 | 金明会 | 金鳳煥 | 金三峯 | 金聖斗 | 金成洛 | 金聖柱 | 金世錬 | 金永棹 |
| 維新政友会 | 金玉子 | 金龍星 | 金載圭 | 金在淳 | 金鍾泌 | 金振晩 | 金振鳳 | 金昌圭 | 金兌奎 | 魯璡煥 |
| 維新政友会 | 文胎甲 | 閔丙権 | 朴貞子 | 白斗鎮 | 徐丙均 | 徐英姫 | 徐仁錫 | 宋虎林 | 安鍾烈 | 安椿生 |
| 維新政友会 | 厳敬燮 | 呉定根 | 呉周煥 | 劉敏相 | 尹泰日 | 李道先 | 李範俊 | 李成佳 | 李淑鍾 | 李永根 |
| 維新政友会 | 李鍾植 | 李振羲 | 李海浪 | 林森   | 張東植 | 張俊翰 | 張昌国 | 全在球 | 鄭光鎬 | 鄭福香 |
| 維新政友会 | 鄭在虎 | 朱寧寛 | 池宗傑 | 崔永喆 | 崔栄喜 | 崔龍洙 | 韓泰淵 | 咸明洙 | 咸在勲 | 咸鍾贇 |
| 維新政友会 | 許戊寅 | 玄梧鳳 | 黄昌柱 |        |        |        |        |        |        |        |

##### 繰上当選
| 年   | 日付  | 当選者 | 欠員   | 欠員事由         |
| ---- | ----- | ------ | ------ | ---------------- |
| 1973 | 12.19 | 宋孝淳 | 金載圭 | 建設部長官に指名 |
| 1974 | 12.4  | 金忠銖 | 許戊寅 | 死去             |
| 1975 | 12.1  | 李承福 | 李成佳 | 死去             |
| 1976 | 1.12  | 南相敦 | 金聖柱 | 治安本部長に指名 |

#### 後半期
任期は1976年3月12日 - 1979年3月11日。
| 維新政友会 | 葛奉根 | 姜文奉 | 康文用 | 高在珌 | 具範謨 | 具泰会 | 権甲周 | 権逸   | 権重東 | 権孝燮 |
| 維新政友会 | 金基衡 | 金道昶 | 金東晟 | 金明会 | 金三峯 | 金星鏞 | 金世錬 | 金世培 | 金信   | 金永棹 |
| 維新政友会 | 金龍星 | 金益俊 | 金鍾泌 | 金鎮福 | 金振鳳 | 金昌圭 | 金忠銖 | 南相敦 | 魯璡煥 | 文胎甲 |
| 維新政友会 | 閔丙権 | 朴東昴 | 朴貞子 | 朴瓚鉉 | 白斗鎮 | 白永勲 | 徐英姫 | 徐仁錫 | 宋虎林 | 宋孝淳 |
| 維新政友会 | 申光淳 | 申範植 | 申相楚 | 安鍾烈 | 安椿生 | 呉定根 | 尹汝訓 | 尹冑栄 | 尹泰日 | 李道先 |
| 維新政友会 | 李範俊 | 李聖根 | 李淑鍾 | 李承福 | 李承潤 | 李永根 | 李廷植 | 李鍾植 | 李鍾賛 | 李振羲 |
| 維新政友会 | 張東植 | 全富一 | 全在球 | 鄭一永 | 鄭在虎 | 朱寧寛 | 池宗傑 | 崔永喆 | 崔栄喜 | 崔宇根 |
| 維新政友会 | 韓泰淵 | 咸明洙 | 玄梧鳳 |        |        |        |        |        |        |        |

##### 繰上当選
| 年   | 日付  | 当選者 | 欠員   | 欠員事由 |
| ---- | ----- | ------ | ------ | -------- |
| 1976 | 8.25  | 辺禹亮 | 姜文奉 | 辞職     |
| 1977 | 12.27 | 馬澾千 | 池宗傑 | 辞職     |